# تیرکشیدن پهلو (ورزش)
تیرکشیدن پهلو (side stitch) یک درد تیر کشنده شدید در شکم زیر لبه پایین قفسه سینه است که در حین ورزش ایجاد می شود. به آن درد ناگهانی پهلو، گرفتگی پهلو، تیرکشیدن عضلانی و درد زودگذر وریدی شکمی ناشی از تمرین نیز می گویند و در پزشکی با نام درد گذرای شکمی ناشی از ورزش (ETAP) شناخته می شود. گاهی اوقات این درد تا نوک شانه گسترش می یابد و معمولاً در هنگام دویدن، شنا و سوارکاری رخ می دهد. تقریباً دو سوم دوندگان هر سال حداقل یک حمله از این درد را تجربه می کنند. علت دقیق آن نامشخص است، اگرچه به احتمال زیاد ناشی از تحریک جدار داخلی شکم است. احتمال تجربه این وضعیت پس از مصرف وعده غذایی یا یک نوشیدنی شیرین بیشتر است. در یک فرد سالم، اگر درد فقط هنگام ورزش وجود داشته باشد و در حالت استراحت وجود نداشته باشد، نیازی به بررسی پزشکی نیست. رویکرد درمانی رایج شامل تنفس عمیق و فشار دست بر روی ناحیه دردناک است.

## علل
علت دقیق درد گذرای شکمی ناشی از ورزش نامشخص است. مکانیسم های پیشنهادی شامل موارد زیر است:
- تحریک صفاق جداری (پوشش شکم) به عنوان محتمل ترین علت.
- ایسکمی (اکسیژن ناکافی) عضله دیافراگم.

- فشار بر رباط های احشایی حمایت کننده (که اندام های شکمی را به دیافراگم متصل می کنند).

- ایسکمی یا اتساع دستگاه گوارش.

- گرفتگی عضلات شکم.

- درد ایسکمیک ناشی از فشرده شدن شریان سلیاک توسط رباط کمانی میانی زیر دیافراگم.

- تحریک اعصاب نخاعی.

اگرچه دیافراگم عمدتاً توسط عصب فرنیک عصب‌دهی می شود و بنابراین می تواند درد ارجاعی در ناحیه نوک شانه را توجیه کند، اما شواهد مخالف ایسکمی دیافراگم این است که ETAP می تواند در فعالیت های تنفسی اندک مانند اسب‌سواری، شترسواری و موتورسواری که در آن‌ها ایسکمی دیافراگم بعید است، نیز ایجاد شود. در یک مطالعه با استفاده از تکنیک فلوروسکوپی، حرکات دیافراگمی در طول یک حمله ETAP کامل و بدون محدودیت بود. در مطالعه دیگری، محققان حلقه‌های حجم-جریان را در اسپیرومتری افرادی که ETAP را تجربه می‌کردند تجزیه و تحلیل کردند و هیچ نقصی در هیچ‌یک از معیارهای تنفس پیدا نکردند؛ که نشان می‌دهد دیافراگم مستقیماً در ایجاد ETAP دخالت ندارد.
یک فرضیه این است که این درد شکمی ممکن است ناشی از کشیده شدن اندام‌های داخلی (مانند کبد و معده) به سمت پایین دیافراگم باشد، اما این فرضیه با وقوع مکرر آن در حین شنا مطابقت ندارد، که تقریباً هیچ نیروی رو به پایینی روی این اندام ها را شامل نمی‌شود. 
تحریک اصطکاکی صفاق جداری به عنوان علت ETAP پیشنهاد شده است.  صفاق جداری داخلی ترین لایه صفاق است که به دیواره شکم و قسمت زیرین دیافراگم می‌چسبد. از آنجایی که بخشی از صفاق که زیر دیافراگم قرار دارد توسط عصب فرنیک عصب دهی می شود، می تواند درد نوک شانه را توضیح دهد. صفاق جداری تمام دیواره شکم را می پوشاند، که می تواند توزیع گسترده ETAP را توجیه کند. تنش در صفاق جداری با اکستنشن بالاتنه افزایش می یابد. کودکان نسبت به بزرگسالان سطح صفاقی نسبتا بزرگتری دارند که می تواند شیوع بیشتر ETAP در افراد جوان تر را توضیح دهد. همچنین یک ویژگی درد های صفاق جداری این است که با حذف محرک به سرعت تسکین می یابند، مشابه آنچه در ETAP مشاهده می شود. بعد از یک وعده غذایی، انبساط معده می‌تواند اصطکاک بین لایه‌های احشایی و جداری صفاق را افزایش دهد. نوشیدنی‌های شیرین (هایپرتونیک) می‌توانند ETAP را اولاََ به دلیل تخلیه کندتر معده و انبساط آن تحریک کنند و دوم اینکه مایع موجود در حفره صفاقی به سرعت به شیب اسمزی ایجاد شده با عروق ناشی از مصرف نوشیدنی شیرین پاسخ می دهد و در نتیجه کاهش ویسکوزیته مایع صفاقی اصطکلاک را افزایش می دهد.

## درمان
در نبود علت روشن، روش درمان نامشخص است. روش های رایج شامل تنفس عمیق و فشار دست بر روی ناحیه آسیب دیده است.

## وقوع
ورزشکار در هر سطح از آمادگی بدنی که باشد (از کودکان مدرسه ای و ورزشکاران آخر هفته گرفته تا ورزشکاران حرفه ای و نخبه) باز هم ممکن است تیرکشیدن پهلو را تجربه کند. اگرچه این دردها در افراد جوان تر شایع تر است. ورزشکارانی که از پیچش‌های بالاتنه استفاده می‌کنند مانند دویدن، شنا و اسب‌سواری، این بیماری را بیشتر گزارش می‌کنند. تقریباً دو سوم دوندگان در هر سال حداقل یک حمله تیرکشیدن پهلو را تجربه می کنند. 

## مراجع
1. 1 2 3 4 5  Morton, Darren P.; Callister, Robin (February 2000). "Characteristics and etiology of exercise-related transient abdominal pain". Medicine & Science in Sports & Exercise. 32 (2): 432–438. doi:10.1097/00005768-200002000-00026. PMID 10694128.
2. ↑  صفری بک مهدی, خوش رفتاریزدی ناهید, حکاک دخت الهام. «مقایسه میزان جا به جایی عمودی و زوایای بدن در هنگام دویدن در افراد مبتلا به درد پهلو و سالم.‎».
3. ↑  خوشرفتار یزدی, حکاک دخت, مهاجران, انسیه سادات, چکنی. «مقایسه ناهنجاری‌های ستون فقرات بین افراد گرفتار به عارضه تیرکشیدن پهلو و افراد سالم هنگام دویدن». دوماهنامه علمی-پژوهشی طب توانبخشی.
4. 1 2 3 4 5  Morton, Darren P.; Callister, Robin (January 2015). "Exercise-Related Transient Abdominal Pain (ETAP)". Sports Medicine. 45 (1): 23–35. doi:10.1007/s40279-014-0245-z. PMC 4281377. PMID 25178498.
5. 1 2  Capps, Joseph A.; Coleman, George H. (1 December 1922). "Experimental Observations on the Localization of the Pain Sense in the Parietal and Diaphragmatic Peritoneum". Archives of Internal Medicine. 30 (6): 778–789. doi:10.1001/archinte.1922.00110120097004.
6. ↑  Jackson, S. A.; Laurence, A. S.; Hill, J. C. (May 1996). "Does post-laparoscopy pain relate to residual carbon dioxide?". Anaesthesia. 51 (5): 485–487. doi:10.1111/j.1365-2044.1996.tb07798.x. PMID 8694166.
7. ↑  Narchi, P; Benhamou, D; Fernandez, H (December 1991). "Intraperitoneal local anaesthetic for shoulder pain after day-case laparoscopy". The Lancet. 338 (8782–8783): 1569–1570. doi:10.1016/0140-6736(91)92384-E. PMID 1683981.
8. ↑  Esperanca, Manuel J.; Collins, David L. (April 1966). "Peritoneal dialysis efficiency in relation to body weight". Journal of Pediatric Surgery. 1 (2): 162–169. doi:10.1016/0022-3468(66)90222-3.
9. ↑  Morton, Darren P.; Callister, Robin (December 2006). "Spirometry Measurements During an Episode of Exercise-Related Transient Abdominal Pain". International Journal of Sports Physiology and Performance. 1 (4): 336–346. doi:10.1123/ijspp.1.4.336. PMID 19124891.
10. ↑  Morton, Darren Peter; Aragón-Vargas, Luis Fernando; Callister, Robin (April 2004). "Effect of Ingested Fluid Composition on Exercise-Related Transient Abdominal Pain". International Journal of Sport Nutrition and Exercise Metabolism. 14 (2): 197–208. doi:10.1123/ijsnem.14.2.197. PMID 15118193.
11. ↑  Wetsman, Nicole (2017-10-20). "When you get a stitch in your side, what's really going on?". Popular Science. Archived from the original on 2017-11-13. Retrieved 2019-08-02.